# バーンパイ駅 (バンコク)
バーンパイ駅（バーンパイえき、タイ語:สถานีบางไผ่）は、タイ王国バンコク都パーシーチャルーン区にある、バンコク・メトロの駅である。駅番号は「BL33」。

## 概要
2019年8月24日、予てから行われていたブルーライン（チャルーム・ラチャモンコン線）の延伸工事のうち、運賃無料の試運転の区間がタープラ駅からバーンワー駅まで拡大し、暫定で営業開始。同年9月29日より運賃の徴収を開始し、正式開業となった。

## 歴史
- 2019年
  - 8月24日　【暫定開業】ブルーライン（タープラ駅 - バーンワー駅）
  - 9月29日　【開業】ブルーライン（フワランポーン駅 - ラックソーン駅）

## 駅構造
ペチャカセム通り上にある、2面2線の高架駅。
改札口の前でセキュリティ・チェックが行われる。ホームには可動式ホーム柵によるホームドアが設置されている。

### 駅階層
| 3階                                |                                                           |                        |
| 相対式ホーム（可動式ホーム柵あり） |                                                           |                        |
| 1番線・上り                        | →バーンワー・ラックソーン方面                             |                        |
| 2番線・下り                        | ←フワランポーン・シーロム・スクムウィット・タオプーン方面 |                        |
| 相対式ホーム（可動式ホーム柵あり） |                                                           |                        |
| 2階                                | コンコース                                                | 自動券売機、自動改札口 |
| 1階                                | 出入口                                                    | ペチャカセム通り       |

### 跨線橋
当駅には両ホームを跨ぐ跨線橋が設けられているが、乗客が利用することはできず、毎年秋に行われる仏教行事・チャクプラ祭りでのみ使用される。
この祭りでは仏像や仏の遺物（仏舎利）を中心に隊列が組まれ、船や山車で街中を行進するしきたりだが、神聖な仏像や遺物が人間の足元をくぐるのは不敬であり、たとえば船で水路を進む場合も決して橋をくぐってはならないとされる。
当駅近くのワット・ナーンチーで営まれる法要のコースがメトロの高架橋に阻まれてしまうこととなり、配慮の末、当駅ホーム頭上に跨線橋を設けることで解決した 。なお、同様の橋はバーンクンノン駅にも設けられている。

## 駅周辺
- ワット・パクナム・バシカルーン（英語）
- ワット・ナーンチー（英語版、タイ語版）
- ワット・ヌアンノラディット（英語版、タイ語版）
- クロン・バン・ルアン・アーティスト・ハウス（英語）

## ギャラリー

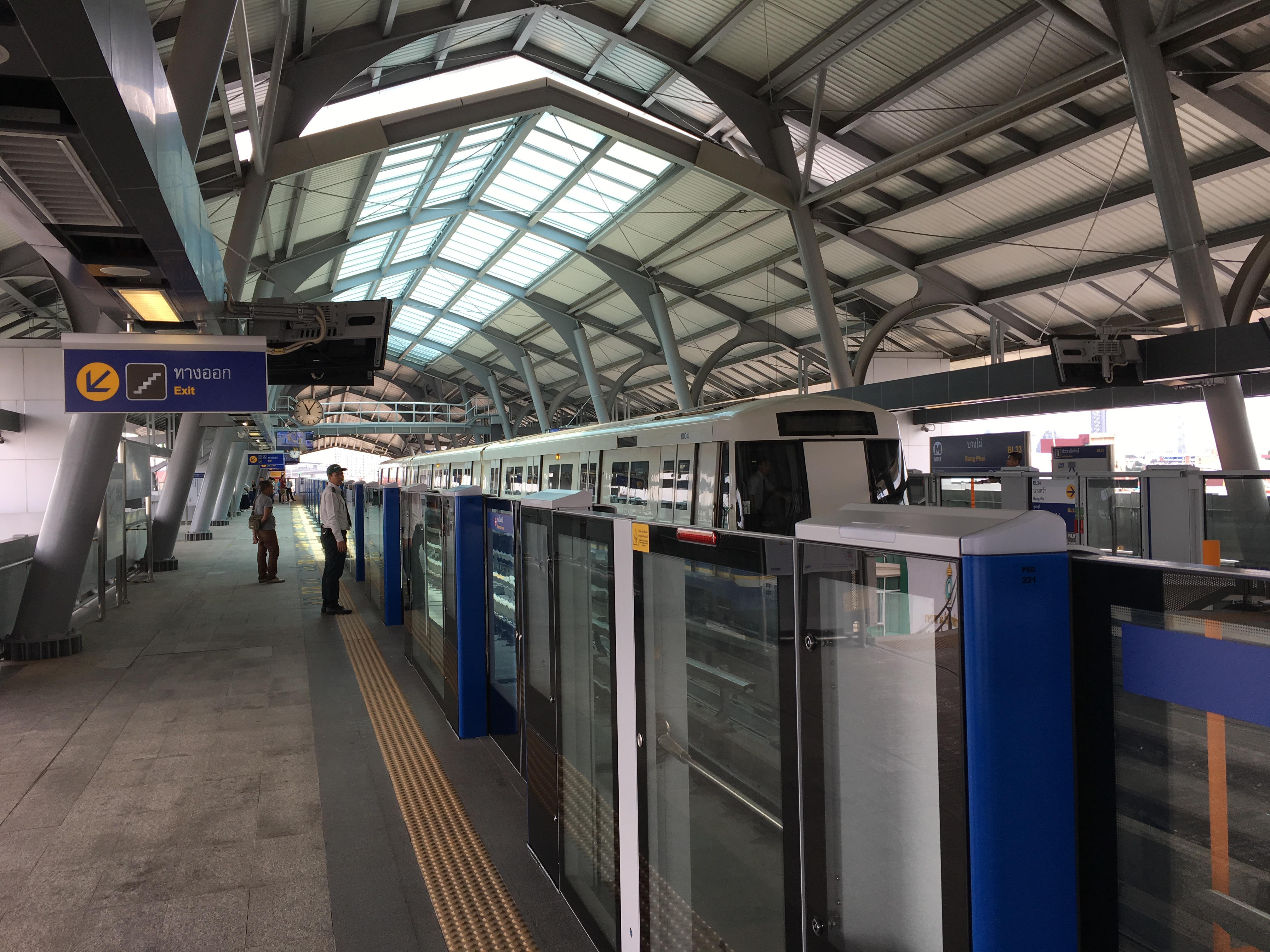
駅ホーム
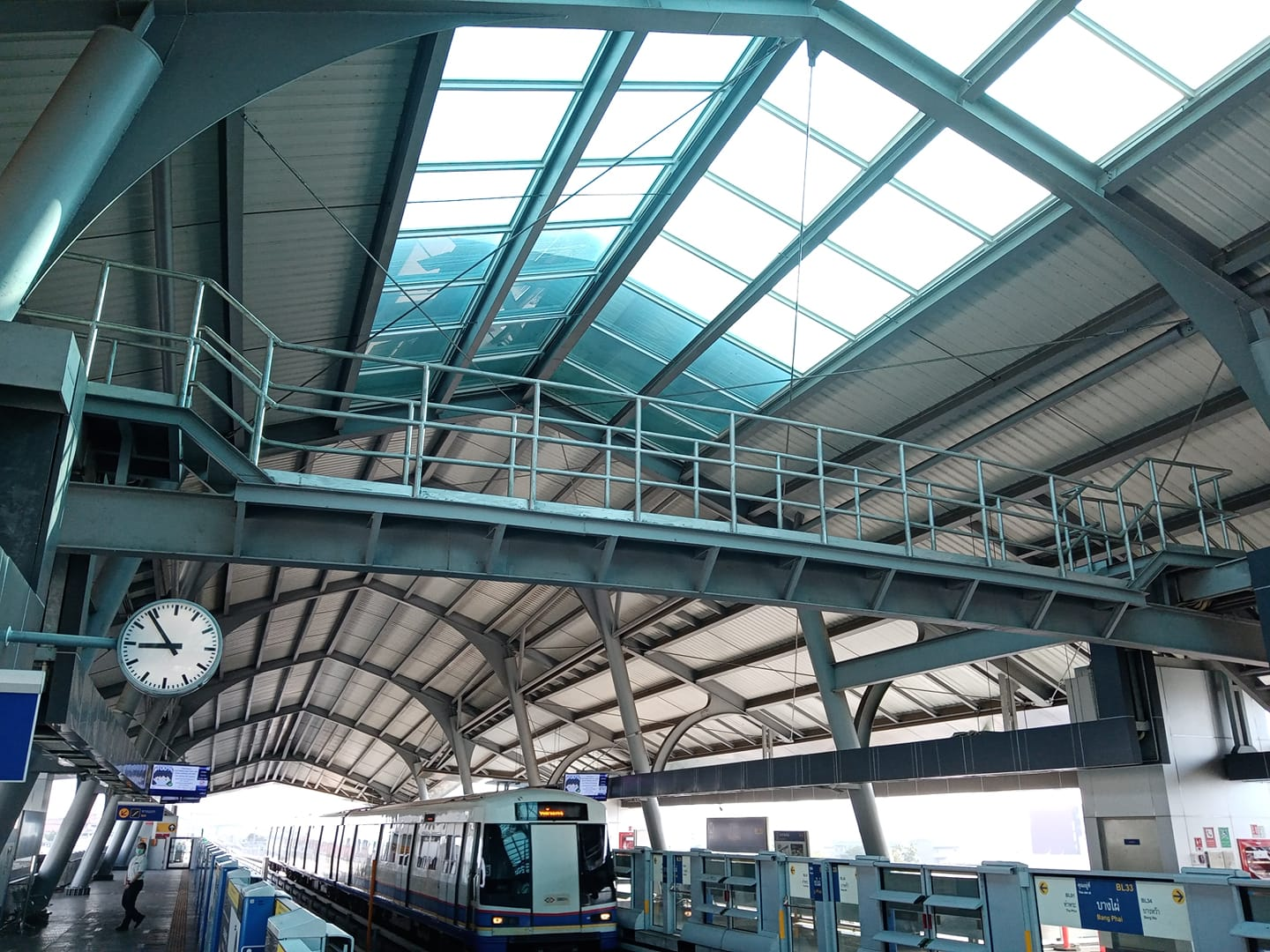
駅ホーム上にある跨線橋